# 保守新黨
保守新黨，為日本的一個已消失的政黨，前身為保守黨。已併入自由民主党。

## 歷史

### 保守新黨
2000年4月，自由黨退出聯合政府，其中支持與自由民主黨與公明黨合組聯合政府的自由黨成員便退黨，成立保守黨，並推舉扇千景為黨首，同時與自民黨、公明黨合組聯合政府。2002年12月24日，民主黨副黨首熊谷弘退黨後與其他成員一同加入保守黨，並改名為保守新黨。建黨時有十一名眾議院議員與四名參議員，與自民黨、公明黨合組聯合政府。
保守新黨的建黨宗旨為「追求日本的再生」、建立地方分權、推動觀光立國、提高食糧自給率、修正教育基本法、重視美日安保、推動有事法制、推動防衛廳昇格為省，以及修改憲法。
保守新黨在2003年的日本眾議院選舉中大敗，包括黨首熊谷弘在內的大部分成員都落選，僅當選四席；2004年11月20日，保守新黨在自民黨的邀請下併入自民黨。現已與日本自民黨完全合併。

## 選舉記錄
| 選舉         | 当選/候補者 | 人數 | 得票数（得票率）   | 得票数（得票率）  | 備考         |
| 選舉         | 当選/候補者 | 人數 | 選舉區             | 比例代表          | 備考         |
| ------------ | ----------- | ---- | ------------------ | ----------------- | ------------ |
| （結党時）   | 20/-        | 500  |                    |                   | 自民党轉籍-3 |
| 第42回總選舉 | 7/19        | 480  | 1,230,464（2.02%） | 247,334（ 0.41%） |              |
| 第43回總選舉 | 4/11        | 480  | 791,588（1.33%）   | -                 |              |

## 相關項目
- 日本政黨列表
- 新しい波

## 外部連結
- 保守党，存于
- 保守新党，存于